# Тодор Македонски
Тодор Савов Рандов, известен като Македонски, е български революционер, опълченец, участник в Кресненско-Разложкото въстание и деец на Македонския комитет.

## Биография
Тодор Рандов е роден в 1850 година в разложкото село Якоруда, тогава в Османската империя. Емигрира в Сърбия и е доброволец в четата на Панайот Хитов, участвала в Сръбско-турската война в 1876 година. След войната емигрира в Румъния и постъпва в 1-ва рота на 4-та дружина на Българското опълчение, а по-късно служи в 1-ва рота на 10-а дружина. С опълчението участва в Руско-турската война от 1877 1 878 година и в боя при Шейново е ранен. Получава награда от руското командване. След войната се включва в съпротивата срещу решенията на Берлинския конгрес, като участва в Кресненско-Разложкото въстание иот 1878 година  в Четническата акция на Македонския комитет. от 1895 година. Умира в 1900 година в София.